# Thorsten Nolting

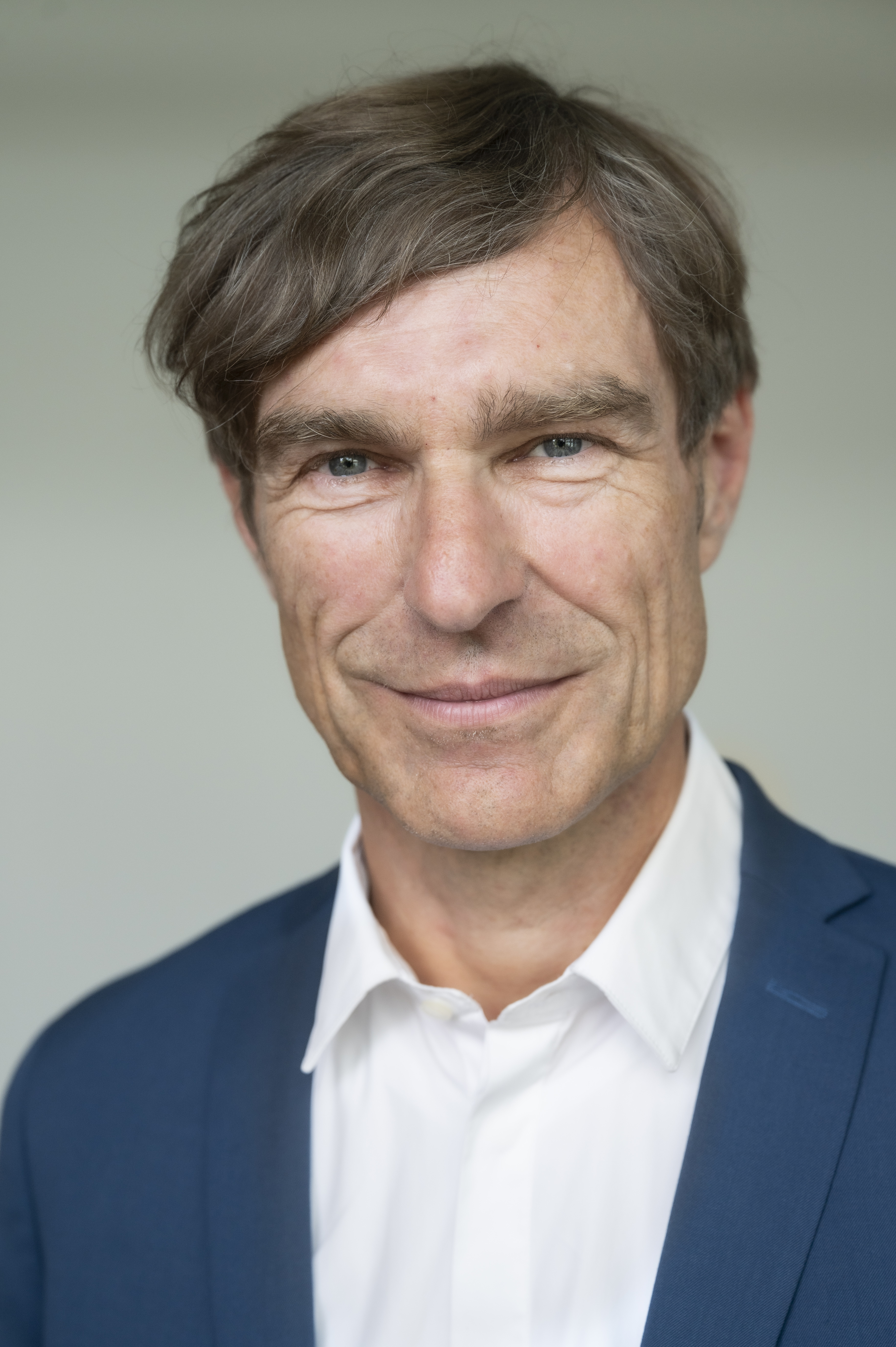
Thorsten Nolting (2020)

Thorsten Nolting (* 5. Juni 1964 in Stadthagen, Niedersachsen) ist ein evangelischer Theologe, Pfarrer, Publizist und Ausstellungsmacher.

## Leben
Thorsten Nolting studierte Evangelische Theologie und Philosophie an den Universitäten Marburg, Berlin, Tübingen und Frankfurt/Main.
Von 1994 bis 2002 war er Pfarrer in der Johannes-Kirchengemeinde in Düsseldorf. Als Leiter des Projekts „Kirche in der City“ arbeitete er eng mit Kunstschaffenden zusammen. Unter anderem wandelte er mit dem Designer Axel Kufus den Vorraum der Kirche zu einem Café für jedermann um und startete 1998 eine Reihe mit Elektronischer Musik unter dem Titel „Nachtklub“.
Als Ausstellungsmacher initiierte er seit 1995 nicht nur Projekte (Hans-Peter Feldmann, Uschi Huber, Katharina Grosse), er sorgte auch dafür, dass die Johanneskirche eine Arbeit von Lawrence Weiner ausstattete, die Bergerkirche in der Düsseldorfer Altstadt komplett von Tobias Rehberger gestaltet wurde und die Versöhnungskirche in Flingern einen Engel von Thomas Schütte dauerhaft erhielt.
Von 1998 bis 2008 lehrte er Philosophie im Fachbereich Grafikdesign an der Hochschule Düsseldorf. 2000 gründete er das „Labor für soziale und ästhetische Entwicklung“ an der Bergerkirche, das 2013 durch das „Büro für soziale Innovation“ abgelöst wurde.
2002 wurde er zum Diakoniepfarrer des Kirchenkreisverbandes Düsseldorf und zum Vorstandsvorsitzenden der Diakonie Düsseldorf gewählt. Von 2020 bis 2022 war er Vorstandssprecher der Diakonie München und Oberbayern. Aufgrund eines Konflikts musste er die Diakonie 2022 verlassen und war danach vertretungsweise als Pfarrer in der Kirchengemeinde Meiderich (Duisburg) tätig. Seit November 2023 ist er einer von drei Geschäftsführern von Bethel im Norden.
Thorsten Nolting ist Redakteur der Zeitschrift Kunst und Kirche – Magazin für Kritik, Ästhetik und Religion.
Er ist verheiratet und Vater von zwei Kindern.

## Publikationen (Auswahl)
- Akteure der Gerechtigkeit Zur Rolle christlichen Engagements in der modernen Stadtgesellschaft. In: Gerne schon heute. Soziale Gerechtigkeit christlich betrachtet. Düsseldorf 2013, ISBN 978-3-940355-03-4.

Als Herausgeber
- Genau so anders. Zum evangelischen Profil der Diakonie. Düsseldorf 2010, ISBN 978-3-940355-03-4.
- Nutzen für alle. Corporate Volunteering aus Sicht der christlichen Wohlfahrt. Diakonie Düsseldorf, Düsseldorf 2014, ISBN 978-3-940355-02-7.
- Mit ganzem Herzen. Innovation – Politik – Diakoniekultur. Düsseldorf 2016, ISBN 978-3-940355-09-6.